# Amici come prima (singolo)
Amici come prima è un singolo del duo musicale italiano Paola & Chiara, pubblicato nel 1997 come primo estratto dal primo album in studio Ci chiamano bambine.

## Descrizione
Con questo brano, scritto dalle stesse cantanti e prodotto da Phil Palmer, le due sorelle Iezzi hanno vinto nella categoria Nuove proposte il Festival di Sanremo 1997.
Quarta traccia dell'album d'esordio del duo, pubblicato nel 1997, Amici come prima è presente anche nella ristampa del disco del 1998 come quinta traccia.
Nella raccolta dei maggiori successi del duo Greatest Hits, pubblicata nel 2005, il brano è stato inserito in una versione rivisitata, con un nuovo arrangiamento.
Un live della canzone vede le due sorelle duettare con Max Pezzali al Night Live Express il 14 maggio 1997. Sempre con Max Pezzali, nel 2023 Paola & Chiara incidono nuovamente il brano per la raccolta discografica del duo Per sempre.

## Tracce
Testo e musica di Chiara e Paola Iezzi.
CD singolo
1. Amici come prima – 4:05
2. Amici come prima (versione strumentale) – 4:05

Re-Vox
1. Amici come prima (2005 Greatest Hits) – 4:05

Versione 2023
1. Amici come prima (feat. Max Pezzali) – 3:13

## Formazione
- Paola Iezzi, Chiara Iezzi – voce
- Marco Forni – tastiera, programmazione
- Phil Palmer – chitarre
- Paolo Costa – basso
- Lele Melotti – batteria

## Altro
Di questo pezzo ha fatto una parodia la comica Luciana Littizzetto che, imitando Paola & Chiara, ripeteva il primo verso della canzone con marcato accento torinese (Scuuusa...). 